# James Gunn's PG Porn
James Gunn's PG Porn è una webserie creata dai fratelli Brian, James e Sean Gunn nel 2008. Gli sketch, della durata di circa 5 minuti, sono parodie di film pornografici durante i quali un fatto divertente e imprevisto precede sempre il presunto atto sessuale. In ogni episodio recitano un noto attore "tradizionale" e un'attrice o modella pornografica.
L'episodio pilota pubblicato su Spike.com è stato visualizzato oltre un milione di volte in una settimana, ed è stato inserito in The Must List di Entertainment Weekly. Successivamente Spike ha commissionato altri 11 episodi della serie.
PG Porn ha ricevuto due nomination agli Streamy Awards del 2010, "Best Directing for a Comedy Web Series" e "Best Guest Star in a Web Series".

## Episodi
La produzione dei 12 episodi inizialmente previsti è stata interrotta senza alcun comunicato ufficiale dopo la pubblicazione dell'ottavo, Genital Hospital, nel luglio 2009. Tutti gli episodi sono diretti da James Gunn, tutte le musiche sono composte da Tyler Bates.
Il quinto episodio, Squeal Happy Whores (scritto in collaborazione con la cantautrice Terra Naomi) è l'unico della serie a non essere stato pubblicato su Spike.com in quanto il contenuto è stato ritenuto troppo volgare. Il video è disponibile sul canale YouTube di James Gunn.
| N° | Titolo                  | Pubblicato | Sceneggiatura          | Cast |
| -- | ----------------------- | ---------- | ---------------------- | --- |
| 1  | Nailing Your Wife       | 08/10/2008 | Brian Gunn             | - Nathan Fillion: Chris - Aria Giovanni: Amber Grimes |
| 2  | Peanus                  | 18/12/2008 | James Gunn             | - Michael Rosenbaum: Charlie Braun - Belladonna: Lucy - Tiffany Shepis: Sally - Mackenzie Firgens: Violet - Sean Gunn: Peppermint Patty - Elisa Eliot: Marcy - James Gunn: Linus - Stephen Blackehart: Pig-Pen - Lee Kirk: Schroeder - Dr. Wesley Von Spears: Snoupy |
| 3  | A Very Peanus Christmas | 22/12/2008 | James Gunn             | Gli stessi attori dell'episodio precedente, - Michael Q. Schmidt: Mamma di Charlie Braun |
| 4  | Roadside Ass-istance    | 26/01/2009 | James Gunn             | - James Gunn: Il meccanico Lance - Sasha Grey: Tricia Scrotey |
| 5  | Squeal Happy Whores     | 17/02/2009 | James Gunn Terra Naomi | - Jenna Haze: Se stessa - Joe Fria: Joey Bone - Peter Alton: Cameraman |
| 6  | Helpful Bus             | 17/03/2009 | James Gunn             | - Sean Gunn: Jason - Bree Olson: Pretty Trashy - Craig Robinson: Havana Bob - Peter Alton: Cameraman - Mikaela Hoover: Julie - Marie Luv: Ragazzaccia #1 - Sarah Agor: Ragazzaccia #2 - Stephen Blackehart Guido - Brian Gunn: Guy                                   |
| 7  | High Poon               | 22/04/2009 | Brian Gunn             | - Alan Tudyk: Bob - Belladonna: Se stessa - James Gunn: Se stesso - Ted Stryker: Reno |
| 8  | Genital Hospital        | 23/07/2009 | Brian Gunn             | - Sean Gunn: Bill Scrotey - Belladonna: Dottoressa Poonwater |